# Tetilla arabica
Tetilla arabica är en svampdjursart som först beskrevs av Carter 1869.  Tetilla arabica ingår i släktet Tetilla och familjen Tetillidae.
Artens utbredningsområde är havet utanför Oman. Inga underarter finns listade i Catalogue of Life.